# Наньцзян
Наньцзя́н (кит. упр. 南江, пиньинь Nánjiāng) — уезд городского округа Бачжун провинции Сычуань (КНР).

## История
При империи Лян в 525 году был образован уезд Наньцзян (难江县). При империи Мин в 1516 году первый иероглиф названия уезда был изменён с 难 на 南.
В 1950 году эти земли вошли в состав Специального района Дасянь (达县专区). В 1970 году специальный район Дасянь был переименован в Округ Дасянь (达县地区). В 1993 году постановлением Госсовета КНР округ Дасянь был переименован в округ Дачуань (达川地区), и при этом из него был выделен округ Бачжун (巴中地区), в состав которого вошли уезды Тунцзян, Наньцзян, Бачжун и Пинчан.
В 2000 году постановлением Госсовета КНР округ Бачжун был преобразован в городской округ.

## Административное деление
Уезд Наньцзян делится на 15 посёлков и 33 волости.